# Lavardens
Lavardens település Franciaországban, Gers megyében. Lakosainak száma 365 fő (2022. január 1.). Lavardens Castillon-Massas, Cézan, Jegun, Mérens, Peyrusse-Massas, Préchac, Puységur, Roquefort és Saint-Lary községekkel határos.

## Népesség
A település népességének változása:
| Lakosok száma | 504  | 373  | 377  | 372  | 399  | 394  | 385  | 369  | 368  | 365  |
|               | 1968 | 1982 | 1990 | 2006 | 2013 | 2015 | 2017 | 2019 | 2020 | 2022 |